# گل بسر
گل بسر یک روستا در ایران است که در دهستان کاکاوند شرقی واقع شده‌است. گل بسر ۹۵ نفر جمعیت دارد.